# Woodruff County
Woodruff County är ett administrativt område i delstaten Arkansas, USA. År 2010 hade countyt 7 260 invånare. Den administrativa huvudorten (county seat) är Augusta.

## Geografi
Enligt United States Census Bureau har countyt en total area på 1 538 km². 1 520 km² av den arean är land och 18 km² är vatten. 

### Angränsande countyn
- Jackson County  - nord
- Cross County  - nordöst
- St. Francis County  - sydöst
- Monroe County  - syd
- Prairie County  - sydväst
- White County  - väst

### Orter
- Augusta (huvudort)
- Cotton Plant
- Hunter
- McCrory
- Patterson